# Lotier
Lotus
Pour les articles homonymes, voir Lotus.
Genre
Classification phylogénétique
Les lotiers (Lotus en langage scientifique) sont un genre de plantes à fleurs de la famille des Fabacées, sous-famille des Faboideae. Ce sont des plantes herbacées annuelles ou vivaces.

## Caractéristiques générales
Ce sont des plantes à la base parfois ligneuse, aux feuilles pennées à trois folioles. L'évolution foliaire des Fabaceae a conduit, à partir de feuilles alternes, stipulées et primitivement imparipennées, à une réduction à 3 folioles mais avec développement de stipules en compensation, simulant une feuille à 5 folioles. Cependant, chez la plupart des espèces, ces stipules sont plus petits que les folioles, caducs ou se fanent rapidement.
Les fleurs sont solitaires ou groupées en petites têtes, jaunes.
Les fruits sont des gousses.

### Espèces du genreLotus
Selon ITIS (17 mars 2012) :
- Lotus alpinus (Ser.) Schleich. ex Ramond
- Lotus angustissimus L.
- Lotus arabicus L.
- Lotus arenarius Brot.
- Lotus chihuahuanus (S. Watson) Greene
- Lotus collinus (Boiss.) Heldr.
- Lotus conimbricensis Brot.
- Lotus conjugatus L.
- Lotus corniculatus L.
- Lotus creticus L.
- Lotus cytisoides L.
- Lotus discolor E. Mey.
- Lotus edulis L.
- Lotus gebelia Vent.
- Lotus glareosus Boiss. & Reut.
- Lotus glaucus Aiton
- Lotus glinoides Delile
- Lotus halophilus Boiss. & Spruner
- Lotus hillebrandii Christ
- Lotus krylovii Schischkin & Sergievskaja
- Lotus lancerottensis Webb & Berthel.
- Lotus macrotrichus Boiss.
- Lotus maritimus L.
- Lotus maroccanus Ball
- Lotus ornithopodioides L.
- Lotus palaestinus (Boiss. & Blanche) Blatt.
- Lotus palustris Willd.
- Lotus parviflorus Desf.
- Lotus peregrinus L.
- Lotus preslii Ten.
- Lotus purpureus Webb
- Lotus sessilifolius DC.
- Lotus strictus Fisch. & C.A. Mey.
- Lotus subbiflorus Lag.
- Lotus tenuis Waldst. & Kit. ex Willd.
- Lotus tetragonolobus L.
- Lotus uliginosus Schkuhr
- Lotus weilleri Maire

À noter : Lotus pedunculatus Cav. est synonyme de Lotus uliginosus Schkuhr (le Lotier des marais).

## Utilisation
Le lotier corniculé est l'une des légumineuses fourragères utilisées en mélange avec des graminées pour la rénovation des prairies, de 15 à 20 cm de hauteur. Le lotier est une des rares fabacées à résister dans un terrain sec.
L'espèce Lotus japonicus est très utilisée comme organisme modèle dans l'étude des plantes, notamment pour la génétique des fabacées, au même titre que Medicago truncatula.

## Prédateurs
Les chenilles des papillons suivants se nourrissent de lotier :
- Erynnis tages (le Point-de-Hongrie) (Hesperiidae)
- Cupido argiades (l'Azuré du trèfle) (Lycaenidae)
- Zygaena filipendulae (la Zygène de la filipendule) (Zygaenidae)
- Zygaena loti (la Zygène de la millefeuille) (Zygaenidae)
- Zygaena trifolii (la Zygène du trèfle) (Zygaenidae)